# شیشه دارو (ترانه کوئینادرینا)
«شیشهٔ دارو» (به انگلیسی: Medicine Jar) ترانه‌ای از گروهٔ موسیقی آلترناتیو راک کوئینادرینا می‌باشد که به‌عنوان آخرین تک‌آهنگ این گروه از سومین آلبوم استودیویی آن‌ها تحت عنوان قصاب و پروانه (۲۰۰۵) منتشر شده‌است.